# Johann Wilhelm Schwedler

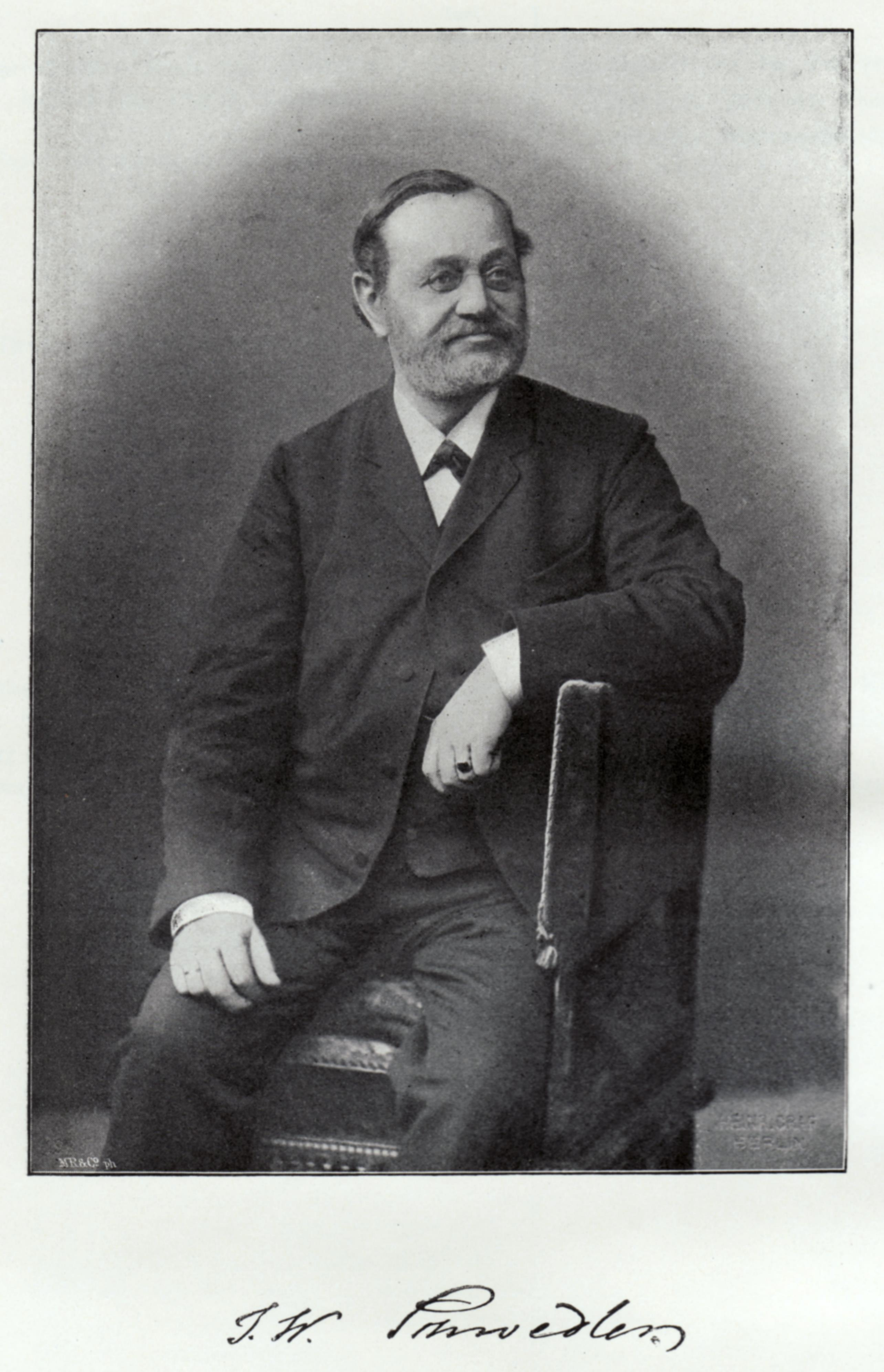
Porträt und Unterschrift Johann Wilhelm Schwedlers

Johann Wilhelm Schwedler (* 28. Juni 1823 in Berlin; † 9. Juni 1894 ebenda) war ein deutscher Bauingenieur und preußischer Baubeamter. Er wurde als Konstrukteur von Brücken – insbesondere des Schwedlerträgers – und der Schwedlerkuppel berühmt.

## Leben
Schwedler entstammte einer armen Tischler-Familie. Er besuchte in Berlin die Gewerbeschule und beendete sie 1842 mit der Reifeprüfung. Danach bestand er Prüfungen zum Staatsdienst und eine „Nachprüfung zum Land- und Wasserbau“. 1852 wurde er Bauleiter in Siegburg. 1858 kehrte er nach Berlin zurück und arbeitete in der Eisenbahnabteilung des preußischen Ministeriums für Handel, Gewerbe und öffentliche Arbeiten. 1868 erhielt er den Titel Geheimer Baurat, wurde oberster preußischer Baubeamter und erreichte beruflich den Zenit seines Schaffens für den Eisenbau und die konstruktionsorientierte Baustatik. Damit ist seine Mitarbeit bei fast allen bedeutenden Ingenieurbauten in Preußen anzunehmen. Aufgeführt sind deshalb aus dieser Zeit nur Werke mit wesentlicher bzw. führender Beteiligung. Sein Nachfolger als oberster preußischer Baubeamter wurde 1891 Hermann Zimmermann.
Gleichwohl brachte er danach noch immer bedeutende Ingenieurleistungen hervor: Drehbrücken ohne Rollkranz, die Hebung des Kreuzberg-Denkmals und einen Beitrag zur Theorie des Eisenbahn-Oberbaues; mit der letztgenannten Veröffentlichung trug Schwedler entscheidend zur Validierung und Verbreitung von Emil Winklers (1835–1888) Ideen zur Analyse des Eisenbahnoberbaus im englischsprachigen Raum bei.
Von 1864 bis 1873 war Schwedler Lehrer an der Berliner Bauakademie. Außerdem war er langjähriges Mitglied der Redaktionskommission der Zeitschrift für Bauwesen. 1878 wurde Schwedler vom preußischen Ministerium der öffentlichen Arbeiten in die USA zum Studium der dortigen Brücken- und Eisenbauten entsandt und besuchte als offizieller Vertreter Preußens die Weltausstellung in Philadelphia. Schwedler brachte sein enzyklopädisches Ingenieurwissen in zahlreichen Ausschüssen, Kommissionen und Jurys ein. Er wurde mit zahlreichen Ehrungen bedacht.
Am 9. November 1888 erlitt Schwedler einen leichten Schlaganfall, trat aber schon am 2. Januar 1889 seinen Dienst im preußischen Ministerium der öffentlichen Arbeiten wieder an. Doch bald bat er um Versetzung in den Ruhestand. Diese wurde ihm nach fast 43-jähriger Dienstzeit unter Verleihung des Charakters als Wirklicher Geheimer Oberbaurat mit dem Range eines Rates 1. Klasse zum 1. März 1891 bewilligt. An diesem Tag überreichte eine Abordnung aus hochkarätigen Vertretern des Bau- und Ingenieurwesens, des Ministeriums der öffentlichen Arbeiten, der Preußischen Akademie des Bauwesens, der Eisenbahnbehörden, der Technischen Hochschulen und der Industrie eine künstlerisch ausgestattete „Adresse“ mit mehr als 3500 Unterschriften, davon 500 aus dem Ausland.
Im Konstruktiven Ingenieurbau der deutschsprachigen Länder der zweiten Hälfte des 19. Jahrhunderts nimmt Schwedler den ersten Platz ein. Wie kein anderer prägte er die Konstruktionssprache des Eisenbaus. Seine Bauwerke sind Resultat eines strukturalen Kompositionsprozesses: Sie stellen das Fließgleichgewicht von Form, Funktion, Festigkeit und Fertigung dar, sie konstituieren Kunst und Wissenschaft ingeniöser Konstruktionen in der Etablierungsphase des Eisenbaus (1850–1875). So ebnete Schwedler als Protagonist der Stahlbauwissenschaft dem konstruktiven Ingenieurbau seines Landes den Weg zur Weltspitze.

## Werk

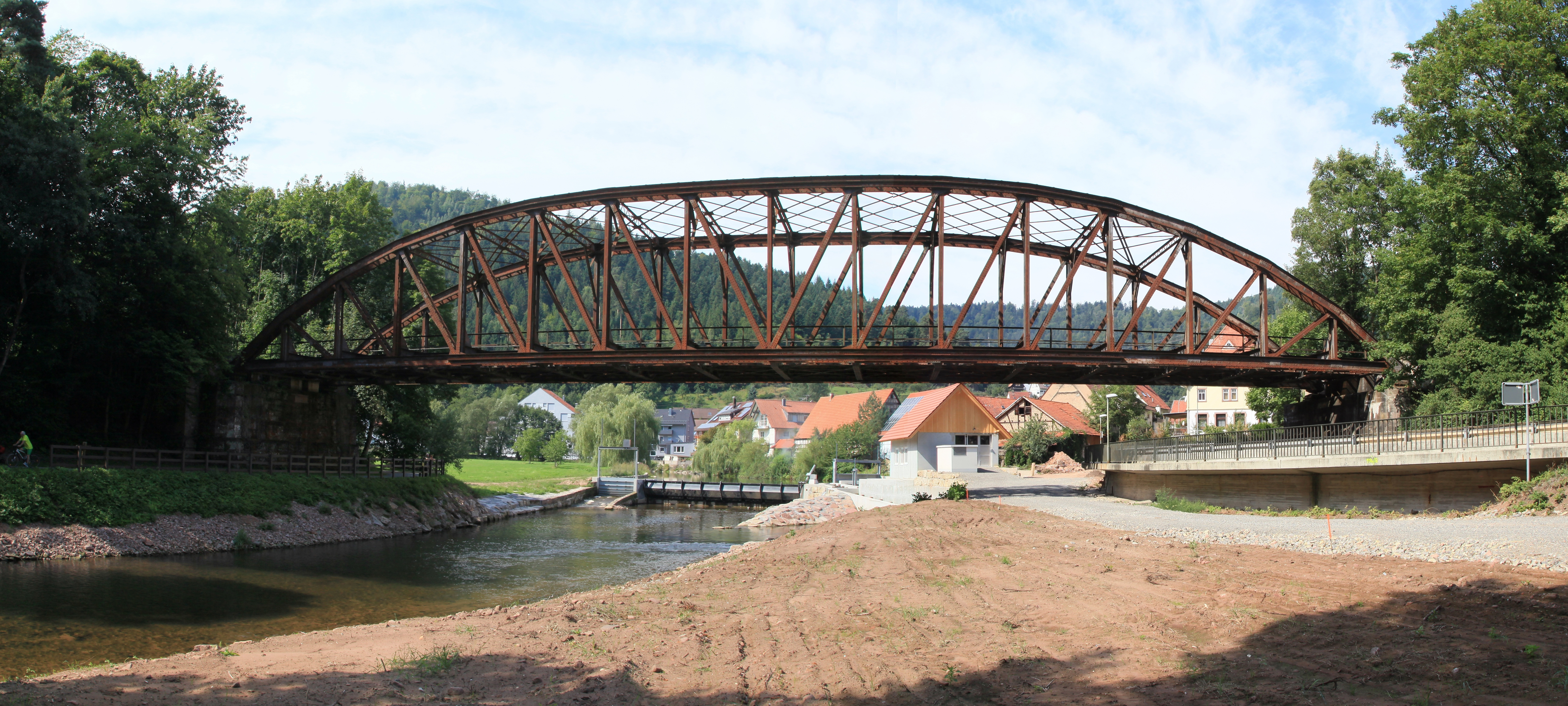
Eisenbahnbrücke Unterreichenbach (Schwedlerträger)

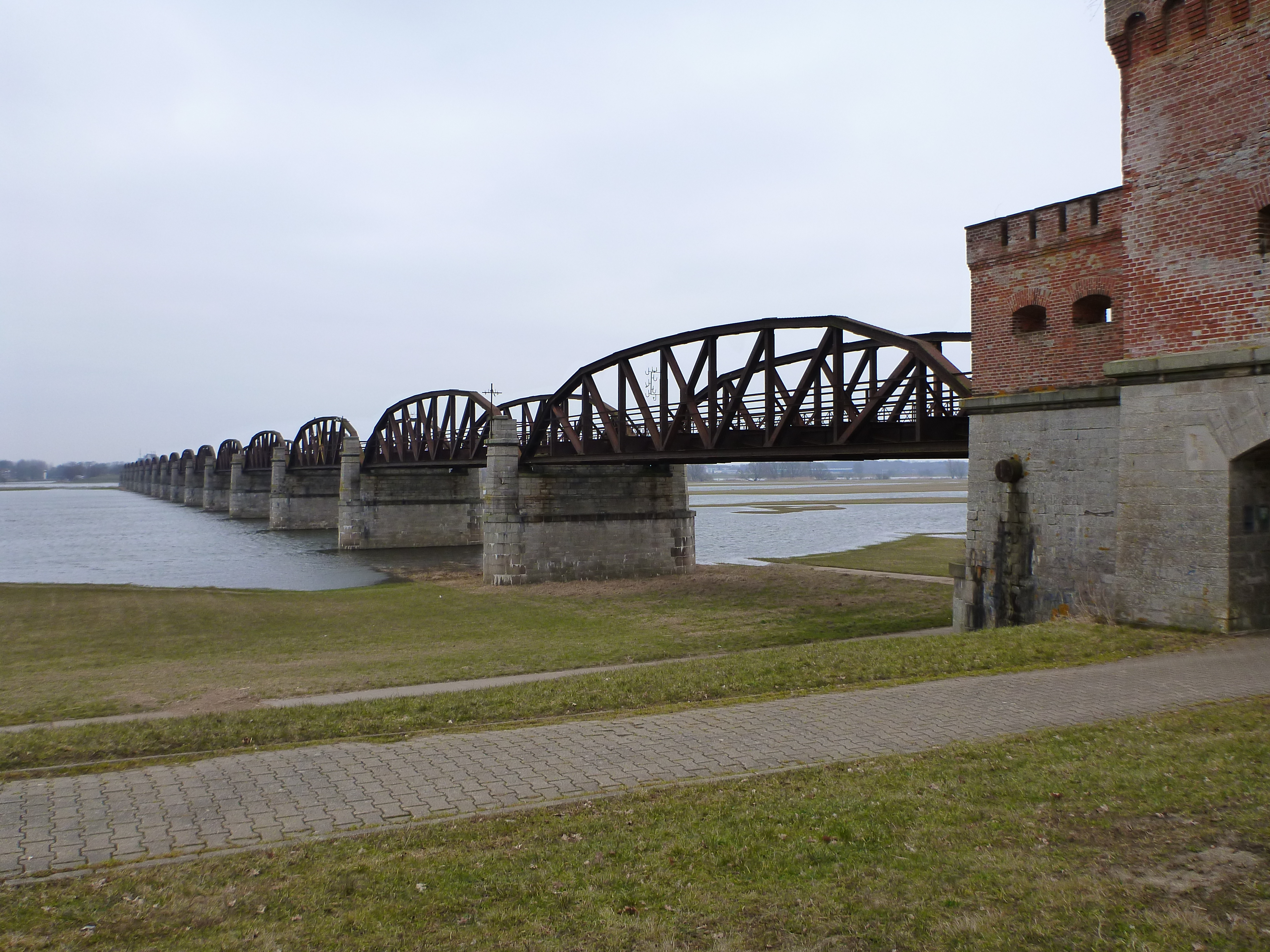
Eisenbahnbrücke von 1871/72 bei Dömitz mit Schwedler-Trägern, Zustand 2013

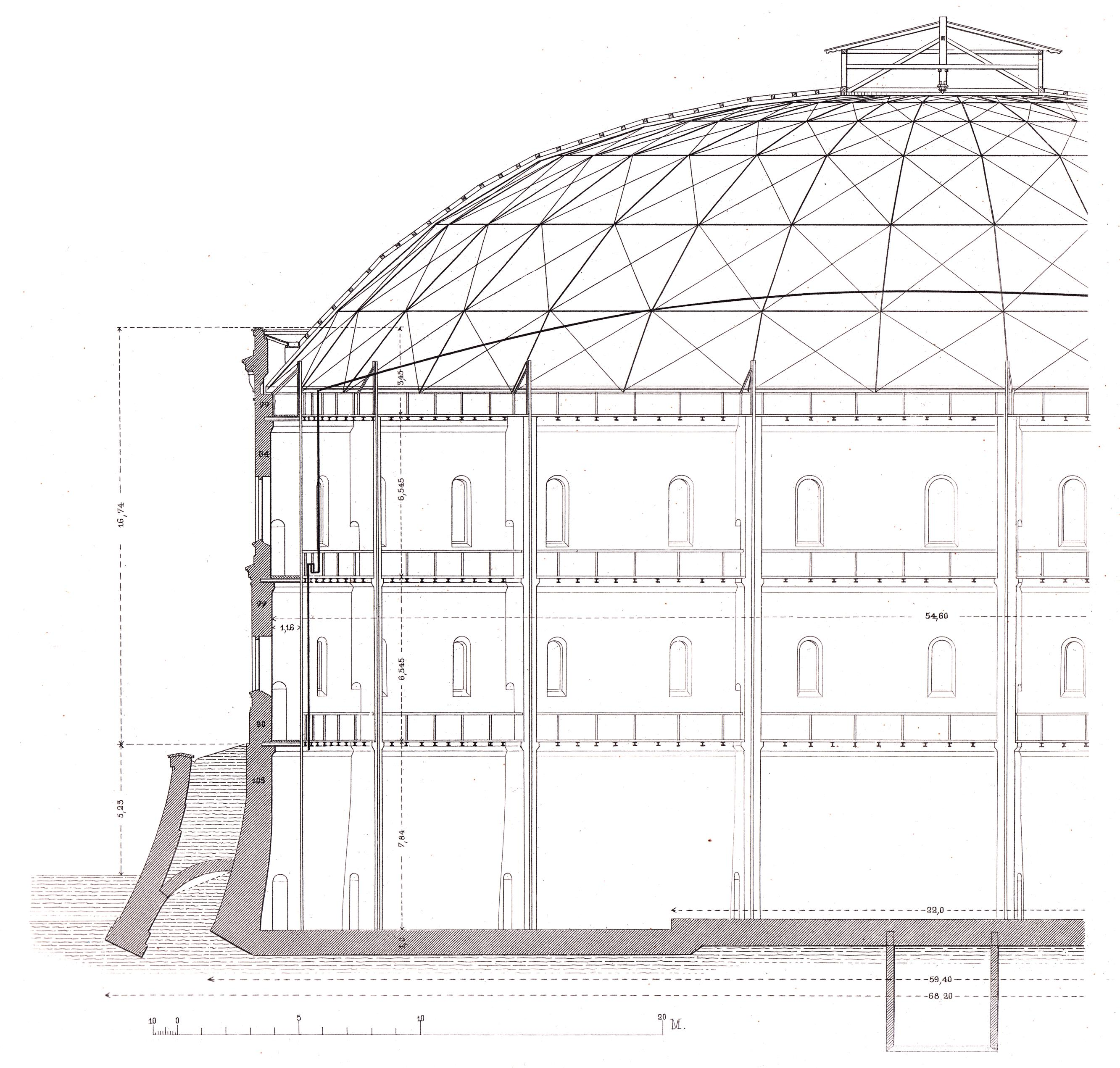
Schnitt des Gasometers an der Fichtestraße in Berlin

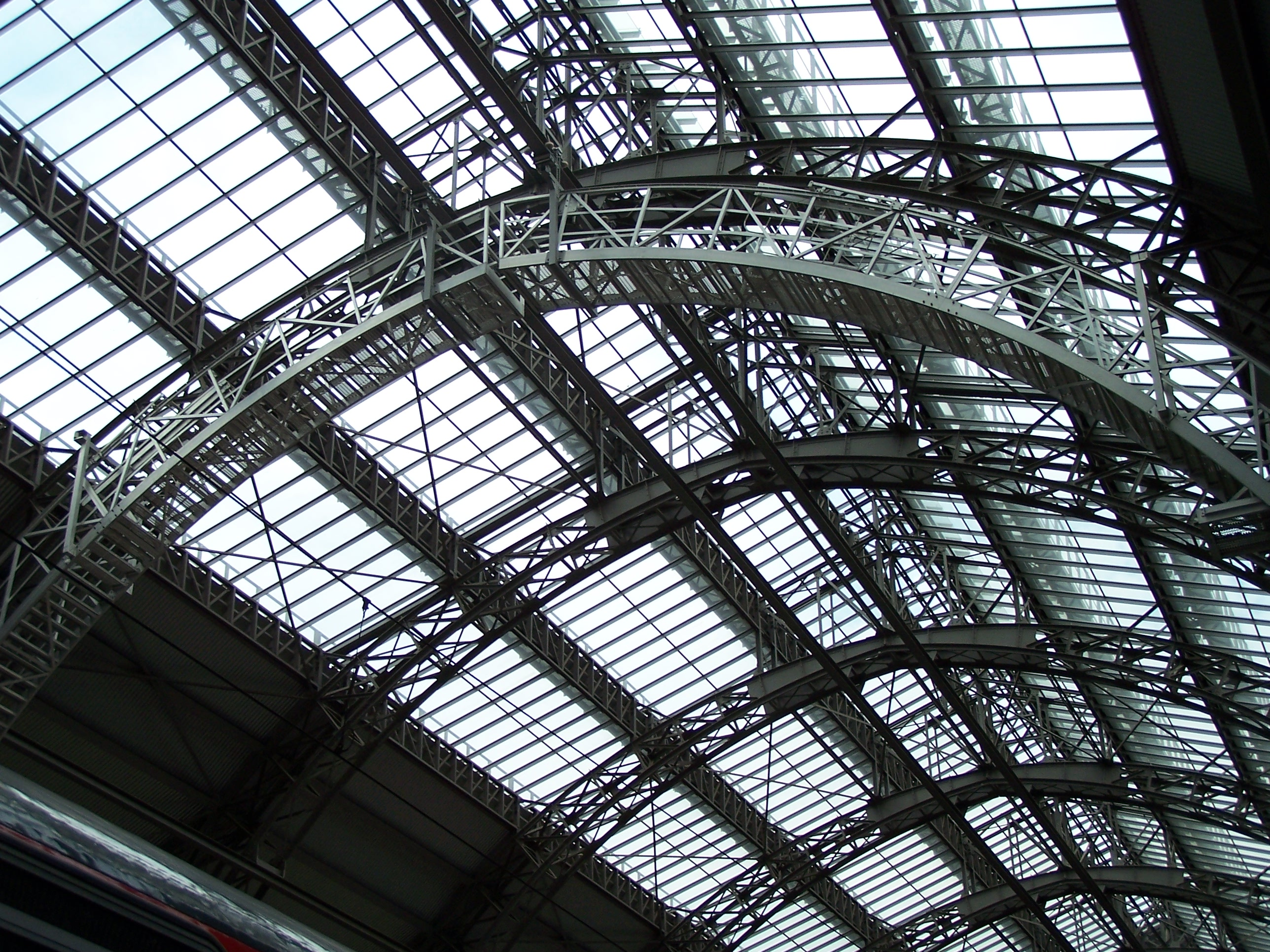
Südliche Bahnhofshalle des Frankfurter Hauptbahnhofs

Ab etwa 1850 beschäftigte er sich zusammen mit seinem in Köln als Ingenieur tätigen älteren Bruder Johann Gottlob Schwedler (1805–1859) mit der Konstruktion von Eisenbahnbrücken aus Stahl. In seiner „Theorie der Brückenbalkensysteme“ entwickelte er eine wissenschaftliche Theorie des statisch bestimmten Fachwerkträgers, mit der Zug- und Druckstreben eines auf Biegung beanspruchten Fachwerkträgers bemessen und dimensioniert werden konnten. Daraus leitete Schwedler den nach ihm benannten Träger ab, der aus zwei Hyperbel-förmigen Stücken zusammengesetzt ist und einen mittleren Parallelträger aufweist, der dem Obergurt eine ästhetisch ansprechende, gleichmäßig gebogene Form gibt. Die Diagonalen des sogenannten Schwedler-Trägers sollten nur auf Zug beansprucht werden. Deshalb wechselt die Diagonalenrichtung in Brückenmitte. Einige Felder in Brückenmitte haben wegen der veränderlichen Belastung durch Verkehrslasten kreuzweise Doppeldiagonalen. Die Verbindungen der Streben bildete Schwedler mit beweglichen Gelenken aus. Weil beim Schwedler-Träger kein oberer Windverband, also keine weitergehende Versteifung, möglich ist, wurde der Träger nicht bei großen Stützweiten eingesetzt.
Schwedler-Träger bei Brücken kamen in den 1860er und 1870er Jahren zahlreich zum Einsatz. Frühe Brücken mit derartigen Trägern nach Schwedlers Entwurf waren die Eisenbahnbrücken bei Corvey über die Weser von 1864, bei Stettin über die Oder von 1867/68, bei Hämerten (Nähe Tangermünde) über die Elbe von 1867/68, bei Magdeburg über die Elbe von 1869 und die Straßenbrücke bei Bromberg über die Brahe (polnisch Brda, Nebenfluss der Weichsel) von 1869/70. Erhalten sind bei Dömitz – wenn auch nicht nach Entwurf Schwedlers – Teile der 1871/72 erbauten Eisenbahnbrücke über die Elbe mit 16 Schwedler-Trägern. Die Zeit der Schwedler-Träger war ab etwa 1880 vorbei. Schwedler selbst wandte sich schon ab 1870 dem Polygonal-, ab 1885 dem Linsenträger zu, welch letzteren er bei den Eisenbahnbrücken über die Nogat bei Marienburg und über die Weichsel bei Dirschau 1888/91 verwirklichte.
Ab etwa 1860 entwickelte Schwedler – als Weiterentwicklung des nach ihm benannten Trägers – den Dreigelenkbogen. Dessen Prinzip zielt auf statische Bestimmtheit, die Zwängungsspannungen im Tragwerk ausschließt. Schwedler baute nach diesem Prinzip Dächer von Bahnhofshallen (beispielsweise Berliner Ostbahnhof, Frankfurter Hauptbahnhof).
Seine ebenfalls stählerne „Schwedlerkuppel“ kam erstmals 1863 bei der Überdachung des Gasbehälters an der Holzmarktstraße in Berlin zum Einsatz. Auch konstruierte er Dächer als räumliche Schalentragwerke mit Durchmessern bis 45 m.

## Schriften (Auswahl)
- Theorie der Brückenbalkensysteme. In: Zeitschrift für Bauwesen. Nr. 3, 1851, Sp. 114–123 (zlb.de). (Fortsetzung). In: Zeitschrift für Bauwesen. Nr. 5, 1851, Sp. 162–173 (zlb.de). (Fortsetzung). In: Zeitschrift für Bauwesen. Nr. 9, 1851, Sp. 265–278 (zlb.de).
- Theorie der Stützlinie. Ein Beitrag zur Form und Stärke gewölbter Bögen. In: Zeitschrift für Bauwesen. Nr. 1, 1859, Sp. 109–126 (zlb.de).
- Statische Berechnung der festen Hängebrücke. In: Zeitschrift für Bauwesen. Nr. 1, 1861, Sp. 73–94 (zlb.de).
- Der eiserne Überbau der Brahe-Brücke bei Czersk in der Bromberg-Thorner Eisenbahn. In: Zeitschrift für Bauwesen. Nr. 4, 1861, Sp. 579–602 (zlb.de).
- Ermittlung der Durchbiegungen einiger der gebräuchlichsten Brückenconstructions-Systeme. In: Zeitschrift für Bauwesen. Nr. 4, 1862, Sp. 269–282 (zlb.de).
- Über Brückenbalkensysteme von 200 bis 400 Fuß Spannweite. In: Zeitschrift für Bauwesen. Nr. 1, 1863, Sp. 115–128 (zlb.de).

## Bauten und Konstruktions-Entwürfe
- 1850: Wettbewerbs-Entwurf für die Dombrücke in Köln (1. Preis, nicht ausgeführt)
- 1850/1851: Alternativ-Entwurf für die Dombrücke in Köln (mit Linsenträger)[4]
- 1860–1861: Kuppelkonstruktion der Neuen Synagoge in Berlin (zerstört)
- 1863: Halle für das Retortenhaus und Dachkonstruktion für den Gasbehälter der Imperial Continental Gas Association in Berlin (nicht erhalten)[5]
- 1863: Dachkonstruktion für den Gasbehälter an der Holzmarktstraße in Berlin (nicht erhalten)
- 1865–1867: Halle für das Hammerwerk II des Bochumer Vereins in Bochum (Dreigelenk-Bogenhalle, erhalten)[6]
- 1866–1867: Bahnhofshalle des Ostbahnhofs in Berlin (Dreigelenkbogen-Halle, nicht erhalten)
- 1867–1869: Universitätsbrücke in Breslau (nur Pfeiler erhalten)[7]
- 1870: Lokomotivschuppen mit Schwedlerkuppel in Insterburg, Ostpreußen
- 1870–1873: Eisenbahnbrücke bei Thorn
- 1874: Eisenbahnbrücke Unterreichenbach der Nagoldtalbahn (einer der letzten erhaltenen Schwedlerträger)
- 1874: Gasometer Fichtestraße in Berlin (ältester und einzig erhaltener Gasometer mit Mauerwerks-Hülle in Berlin)
- 1881–1888: Bahnhofshallen des Frankfurter Hauptbahnhofs (teilweise erhalten)[8]
- 1890–1891: Linsenträger der Weichselbrücke Dirschau und der Nogatbrücke Marienburg
- 1893: Rundlokschuppen Heinersdorf in Berlin (unter Denkmalschutz, einer von zweien noch in Deutschland erhaltenen Rundlokschuppen mit Schwedlerkuppel)[9]
- um 1900: Rundlokschuppen Rummelsburg in Berlin (unter Denkmalschutz, einer von zweien noch in Deutschland erhaltenen Rundlokschuppen mit Schwedlerkuppel)

## Ehrungen

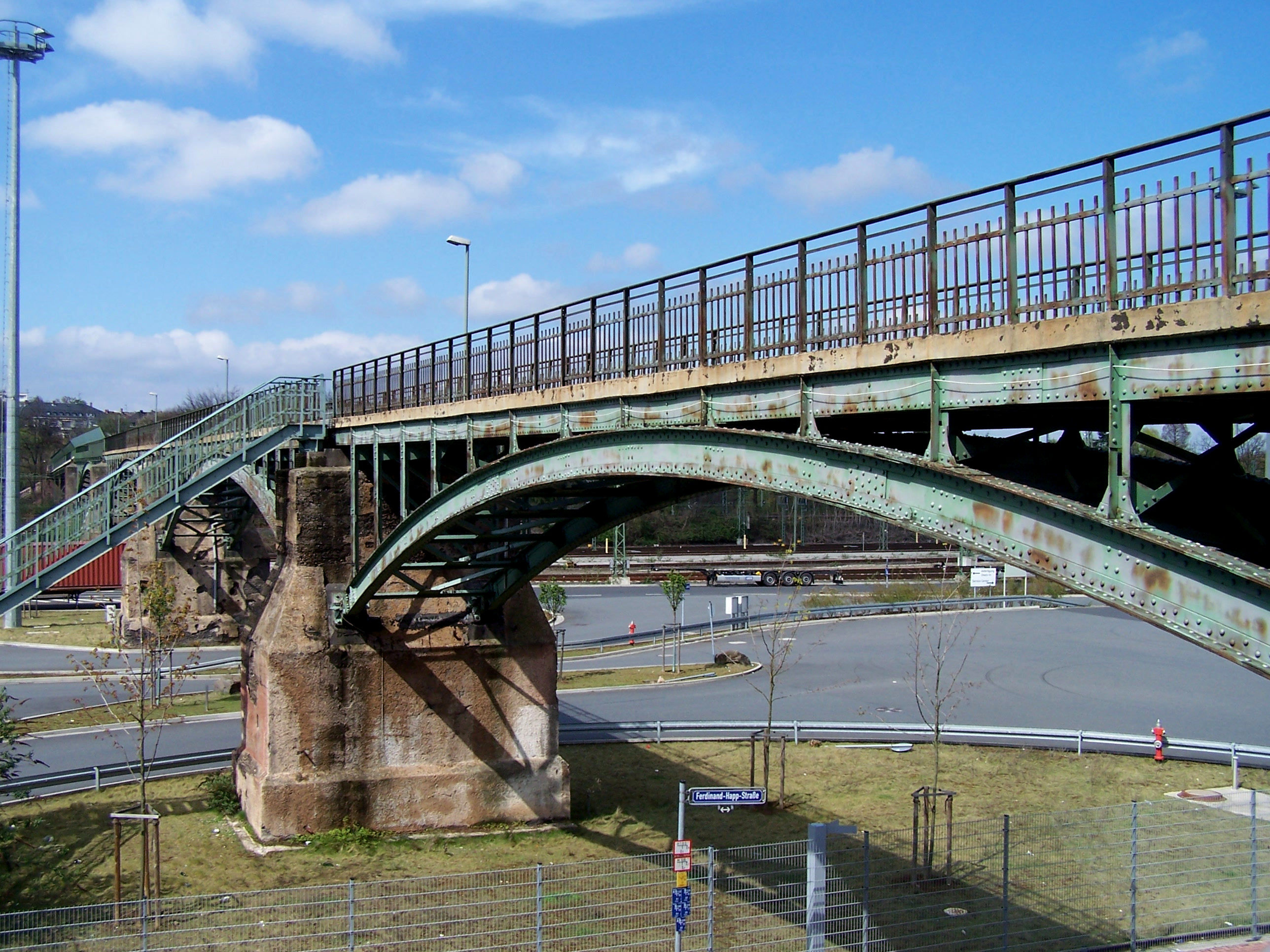
Schwedlerbrücke in Frankfurt-Ostend, Blick in Richtung Ostpark

- 1867: Goldene Preismedaille der Weltausstellung Paris[10]
- 1881: Großoffizierskreuz des Ordens der Krone von Italien[10]
- 1883: Goldene Medaille für Verdienste um das Bauwesen[11]
- preußischer Roter Adlerorden II. Klasse mit Eichenlaub[10]
- Komturkreuz II. Klasse des großherzoglich hessischen Verdienstordens Philipps des Großmütigen[10]
- Komturkreuz des österreichisch-ungarischen Franz-Joseph-Ordens[10]
- In Frankfurt am Main wurden nach ihm die Schwedlerbrücke, der Schwedlersee und die Schwedlerstraße benannt; ebenso bereits 1898 die Schwedlerstraße in Berlin-Grunewald.[12]